# Aharon Amir
Aharon Amir (hebrejsky: אהרן אמיר, žil 5. ledna 1923 – 28. února 2008) byl izraelský spisovatel, překladatel a básník.

## Biografie
Narodil se v litevském Kaunasu a v roce 1933 podnikl společně s rodinou aliju do britské mandátní Palestiny, kde vyrůstal v Tel Avivu. Jeho otcem byl Me'ir Lipec, pozdější ředitel nakladatelství Am Oved. Úspěšně absolvoval gymnázium Herzlija, po němž studoval arabštinu a arabskou literaturu na Hebrejské univerzitě v Jeruzalémě. Byl členem podzemních revizionistických uskupení Irgun a Lechi a patřil k zakládajícím členům Kanaánského hnutí, podle něhož byla hebrejská či izraelská kultura definována spíše geografickou lokalizací nežli náboženským poutem. Oženil se s Bettine, která byla básnířka a malířka. Zároveň měl tři děti z předchozího manželství.
Zemřel 28. února 2008 ve věku 85 let na rakovinu a své tělo daroval vědě.

### Literární kariéra
Do hebrejštiny přeložil více než 300 knih, včetně anglických a francouzských klasiků Melvilla, Charlese Dickense, Camuse, Lewise Carrolla, Josepha Conrada, Virginii Woolfovou, Edgara Allana Poea, Ernesta Hemingwaye, Johna Steinbecka, Emily Brontëovou a O. Henryho. Rovněž tak přeložil díla Winstona Churchilla a Charlese de Gaulla. Založil a vedl literární magazín Kešet, který roku 1976 zrušil po osmnácti letech publikování, aby se mohl soustředit na vlastní tvorbu. V roce 1998 byl magazín obnoven pod názvem Nový Kešet.
V Izraeli byl znám i díky populární písni Me'ira Ariela, který cituje Amirův překlad Hemingwayovy knihy Ostrovy uprostřed proudu.

## Ocenění
V roce 1951 byl oceněn Černichovského cenou za překlad. V roce 2003 získal za stejnou činnost Izraelskou cenu. Ta je udílena od roku 1953 a patří mezi nejvyšší izraelská státní vyznamenání.

## Dílo

### Knihy vhebrejštině
- Kadim (poezie), Machbarot le-sifrut, 1949
- Ahava (povídky), Machbarot le-sifrut, 1951
- Ve-lo tehi la-mavet memšala (román), Zohar, 1955
- Saraf (poezie), Machbarot le-sifrut, 1956
- Nun (trilogie), Massada, 1969-1989
- Jated (poezie), Levin-Epstein, 1970
- Proza (povídky), Hadar, 1972
- Olam še-kulo tov (román), Massada, 1975
- Šalom Nifrad (poezie), Massada, 1979
- Afroditi o ha-Tijul ha-meurgan (novela), Ma'ariv, 1984
- Heres (poezie), Zmora Bitan, 1984
- Ve-šavu he-avim achar ha-gešem (poezie), Bialik Institute/Machbarot le-sifrut, 1991
- Mate Aharon (poezie), Zmora Bitan, 1996
- ha-Nevalim (román), 1998[3]